# Poblado de Endasa
El poblado de Endasa es un conjunto de viviendas de protección oficial, construidas para albergar a quienes trabajaban en la Empresa Nacional del Aluminio S.A., también conocida por su acrónimo ENDASA, empresa  pública española del sector metalúrgico que se instaló en Valladolid en la década de 1940. El poblado se levantó a finales de los años 1950 en el barrio España.

## Historia
A partir de 1915 surgió el Barrio España con una construcción desordenada de chabolas, otras construcciones precarias y casas molineras de emigrantes rurales eminentemente. En los años 1940 el barrio aún carecía de planificación urbanística, luz, alcantarillado, zonas verdes o agua potable.
A finales de los años 1950, la Empresa Nacional del Aluminio (ENDASA) construyó un poblado obrero de 101 viviendas  en bloques de dos a tres alturas para trabajadores  de su factoría de Valladolid junto a la Esgueva,  al mismo tiempo que el Patronato de San Pedro Regalado construía el Barrio San Pedro Regalado,   con carácter autónomo y  planificado.
El poblado de Endasa contaba de 103 viviendas, (101 según otras fuentes), escuela e iglesia, economato, zona de ocio y las primeras piscinas de la ciudad. Se situó entre las calles Paseo del Cauce, Avenida de Santander, Calle Serranía de Ronda y Calle Serena. El colegio del poblado fue dirigido por los Hermanos Maristas entre 1963 y 1970. Los edificios de viviendas, de tan sólo dos o tres plantas, generan zonas abiertas en torno a ellos, otorgándole una atmósfera propia.
En 2012, los vestuarios de la desaparecida piscina fueron reconvertidos en locales sociales, se han instalado gimnasios al aire libre y la zona ha sido ajardinada.
En 2018, el Ayuntamiento de Valladolid inauguró el Centro Municipal Multiusos del Barrio España en los antiguos vestuarios.